# بانسكي دفور
بانسكي دفور (بالصربية:Бански двор) هو مبنى ومركز ثقافي في بانيا لوكا، عاصمة الجمهورية صرب البوسنة، في البوسنة والهرسك. بني في الفترة 1931-1932 كمقر لدوق «بان» من فرباس بانوفينا.

## في الوقت الحاضر
في 1998 أصبحت بانسكي دفور مؤسسة ثقافية بشكل رسمي ومن أهم المراكز الثقافية لمدينة بانيا لوكا وجمهورية الصرب حيث يزورها الآلاف من الزوار سنوياً.
كما أنها تحتضن المئات من الفعاليات سنوياً وتتميز بأعدادها وتنوعها الكبير مثل الحفلات موسيقية، ومعارض للفنانين سواء محليين أو اجانب، وعروض الكتب، والموائد المستديرة، وتتعاون في الأحداث الهامة والمهرجانات في المدينة.

## قصر
عندما تم تشكيل فرباس عام 1929 كان أول بان هو "Svetislav Milosavljević" وشعر بالحاجة إلى لبناء مقعد تمثيلي. في اوائل عام 1931، أُعلن عن المنافسة في صحيفتان وطنيتان من أجل الرسم المفاهيمي لمحكمة بان (بانسكي دفور) وقصر بان (بانسكي بلاط).

## معرض الصور

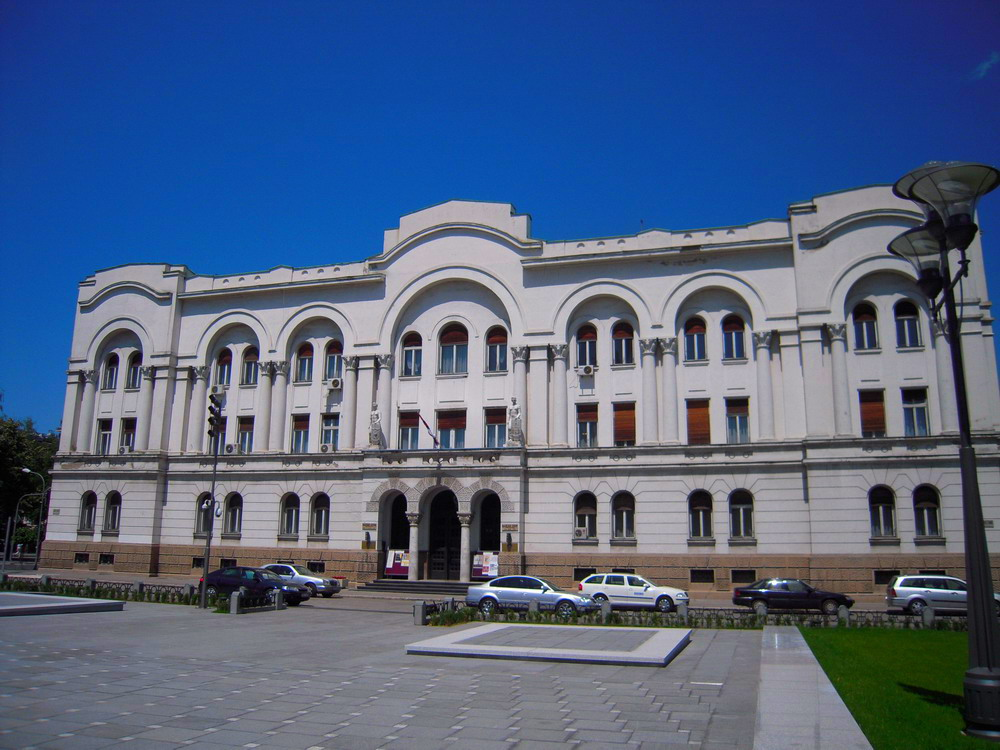